# Peranamallur
Peranamallur é uma panchayat (vila) no distrito de Tiruvanamalai, no estado indiano de Tamil Nadu.

## Geografia
Peranamallur está localizada a 12° 34′ N, 79° 26′ L. Tem uma altitude média de 135 metros (442 pés).

## Demografia
Segundo o censo de 2001,  Peranamallur  tinha uma população de 5554 habitantes. Os indivíduos do sexo masculino constituem 49% da população e os do sexo feminino 51%. Peranamallur tem uma taxa de literacia de 69%, superior à média nacional de 59.5%: a literacia no sexo masculino é de 80% e no sexo feminino é de 58%. Em Peranamallur, 10% da população está abaixo dos 6 anos de idade.